# Албиоло
Албиоло (итал. Albiolo) је насеље у Италији у округу Комо, региону Ломбардија.
Према процени из 2011. у насељу је живело 2508 становника. Насеље се налази на надморској висини од 426 м.

## Становништво
Према резултатима пописа становништва 2011. у општини је живело 2.679 становника.
| 1931. | 1936. | 1951. | 1961. | 1971. | 1981. | 1991. | 2001. | 2011. |
| ----- | ----- | ----- | ----- | ----- | ----- | ----- | ----- | ----- |
| 1.325 | 1.196 | 1.365 | 1.534 | 1.860 | 1.891 | 1.907 | 2.260 | 2.679 |